# Mesocarpi

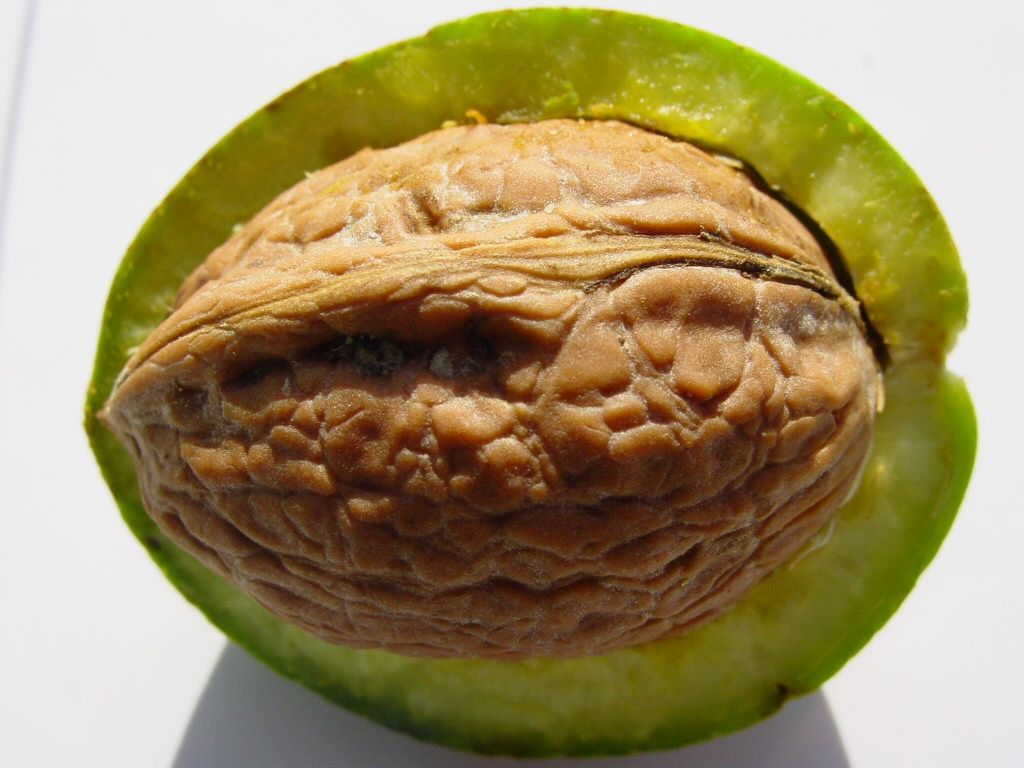
La nou és una drupa amb el mesocarpi (part verda) no comestible.

En botànica, el mesocarpi constitueix la part intermèdia del pericarpi, és la part del fruit, que es troba entre l'endocarpi i l'epicarpi, i que és la part que normalment s'aprofita per menjar.
Tant en els fruits en forma de baia com en drupa o pom, el mesocarpi és molt carnós i constitueix la polpa del fruit. En el cas de l'oliva, el mesocarpi és la part que conté la majoria de l'oli. En el cas de l'hesperidi, el mesocarpi és la part blanca que hi ha entre la pell (epicarpi) i els grills de l'endocarpi.